# Phoroncidia
Phoroncidia é uma gênero de aranhas pertencente a família Theridiidae. Este gênero possui cerca de 74 espécies e duas subespécies.